# Capparis masaikai
Espèce
Classification APG III (2009)
Capparis masaikai, appelé aussi « mabinlang », est une espèce de la famille des Capparaceae. Cette plante pousse en Chine dans la province du Yunnan. Cette espèce, cousine du câprier, produit des fruits de la taille d’une balle de tennis.
Les pépins du fruit sont utilisés dans la médecine chinoise traditionnelle et comme bonbon à mâcher car ils produisent une saveur sucrée.
Les composés responsables du goût sucré ne sont pas des sucres mais des protéines appelées mabinlines. Ces protéines sont des édulcorants intenses de 100-400 plus sucrés que le sucre à poids égal,.